# Hippokrates Autokrator Nikephoros
Hippokrates Autokrator Nikephoros war ein König mit griechischem Namen, der möglicherweise in der am Persischen Golf gelegenen Charakene um 81/80 v. Chr. regierte. Er ist bisher nur von einer Münze in einer Privatsammlung bekannt, auf der der Namen Hippokrates nur als ...pokrates erhalten ist. Die Münze ist nach der seleukidischen Ära in das Jahr 81/80 v. Chr. datiert. Auf der Vorderseite zeigt sie den Herrscher im Profil, auf der Rückseite findet sich ein thronender Zeus. Das Bild des Herrschers erinnert an die Münzdarstellungen von Seleukos VI. Es gibt wahrscheinlich noch zwei weitere Münzen des Herrschers, auf denen sein Name nur zum Teil zu lesen ist und die deshalb bisher unerkannt blieben. Eine Münze des Königs der Elymais, Kamnaskires III. und der Anzaze ist eine Überprägung einer älteren Münze des Hippokrates. Tiraios II., König der Charakene, überprägte eine weitere Münze des Königs.
Die Münze des Hippokrates passt stilistisch kaum zu denen der Elymais, weswegen er möglicherweise ein eher kurz regierender Usurpator in der Charakene war, was auch die Überprägung durch Tiraios II andeuten könnte, Nach einer kürzlich vorgeschlagenen Hypothese könnte Hippokrates aber auch ein General (strategos) des seleukidischen Königs Antiochos XII. gewesen sein. Antiochos XII. starb auf dem Schlachtfeld gegen die Nabatäer 83/82 v. Chr. Hippokrates könnte mit den zurückziehenden Seleukidischen Truppen nach Nordosten ausgewichen sein. Seine Truppen hätten ihn nach einem Sieg als Nikephoros ausgerufen. Er hätte dann (vergeblich) versucht, sich in Elymais durchzusetzen. Dies würde die Ähnlichkeit seines Porträts und des Stils der Münze mit späten seleukidischen Prägungen erklären.